# Mejni prehod
Mejni prehod je kraj, ki je določen za kontroliran prehod državne meje. Mejni prehodi so prehodi za mednarodni, meddržavni in obmejni promet; glede na to, kateri vrsti prometa so namenjeni, pa so lahko cestni, železniški, zračni, morski ali rečni. Za mejni prehod se šteje tudi planinski mejni prehod in drugi prehodi po posebnih sporazumih. 
Mejni prehod je infrastrukturni objekt državnega pomena in kot tak javna infrastruktura.

## Definicije
Opomba: nekatere definicije so specifične za Slovenijo in Evropo. 
Mejni prehod za mednarodni promet je kraj, določen za prehod državljanov in blaga Republike Slovenije in državljanov drugih držav.
Mejni prehod za meddržavni promet je kraj, določen za prehod državljanov in blaga Slovenije, EU, Evropskega gospodarskega prostora, Švice in Hrvaške.
Mejni prehod za obmejni promet je kraj, določen za prehod potnikov z določenega obmejnega območja Republike Slovenije in določenega obmejnega območja Hrvaške v skladu z mednarodno pogodbo (Sporazum o obmejnem sodelovanju in prometu - SOPS).
Državna meja je kopenska in morska meja ter tista letališča in pristanišča, prek katerih poteka mednarodni promet.
Mejna prometna povezava je cesta, železniška proga ali pot, ki poteka čez mejno črto izven mejnega prehoda.
Območje mejnega prehoda zajema neposredno okolico z objekti, ki so potrebni za smotrno in varno odvijanje prometa in je potrebno za opravljanje mejne kontrole.
Mejni prehod za določen krog oseb ustanovi Policija s soglasjem Carinske uprave ob izkazanem upravičenem interesu oseb za največ za tri leta. V odločbi je naveden kraj mejnega prehoda, poimenski seznam oseb, ki jim je dovoljen prehod, čas obratovanja, obseg uporabe in drugi pogoji.
- MMP Dragonja med Slovenijo in Hrvaško
- MMP Petrina
- MP za obmejni promet Brezovica pri Gradinu

## Začasni mejni prehod
Začasni mejni prehod lahko ustanovi Policija, če je to potrebno zaradi izvajanja kratkotrajnih čezmejnih aktivnosti kot na primer:
- vaje v primeru naravnih in drugih nesreč,
- športne, znanstvene, strokovne, turistične in kulturne prireditve,
- preusmerjanje prometa,
- kmetijska, gozdarska, gradbena in druga dela širšega javnega interesa,

Začasni mejni prehod se lahko ustanovi za največ šest mesecev v 12 mesecih, oziroma dokler trajajo dela oziroma za čas, dokler obstaja širši javni interes.

## Območje mejnega prehoda
Vsakemu mejnemu prehodu pripada območje mejnega prehoda, ki zajema neposredno okolico z objekti in napravami, ki so potrebni za varno odvijanje prometa in za opravljanje mejne kontrole. Območje mejnega prehoda z odločbo določi direktor policijske uprave s soglasjem direktorja pristojnega carinskega urada, na letališču pa še s soglasjem organa pristojnega za promet oziroma civilno letalstvo.
Na območju mejnega prehoda sta gibanje in zadrževanje dovoljena osebam, ki nameravajo prestopiti državno mejo ali so jo že prestopile pa še urejajo zadeve v zvezi z mejno kontrolo, ter drugim osebam, ki imajo za to upravičen razlog.
V območje mejnega prehoda za železniški promet sodi tudi železniški tir s pripadajočim funkcionalnim zemljiščem od mejne črte do mejnega prehoda.

## Označitev
Mejni prehod in njegovo območje morata biti označena z opozorilnimi, obvestilnimi in dopolnilnimi tablami, katerih vsebino, obliko in način postavitve določi pristojni organ za notranje zadeve. Oznake so določene v Pravilniku o označevanju bližine mejne črte, mejnih prehodov in njihovih območij (Ur.l. RS št. 116/2007.
Na mejnih prehodih na zunanjih mejah EU se na vstopu v Republiko Slovenijo postavi obvestilna tabla velikosti 150 x 90 cm. Tabla je v barvah zastave Republike Slovenije. Na njej je grb in napis REPUBLIKA SLOVENIJA. Pod njo je nameščena tabla enake velikosti, modre barve z dvanajstimi zlato rumenimi zvezdami v krogu, v sredini pa je napis EU zlato rumene barve. Tabla se postavi na mejni črti oziroma čim bližje tej. Na mejnih prehodih za železniški, zračni in morski promet, se postavi tablo pred vstopom na območje mejnega prehoda.
Območje mejnega prehoda za mednarodni in meddržavni promet se označi s tablo enake velikosti kot prej, je bele barve s črnim 1 cm debelim robom. V zgornjem delu table je grb Republike Slovenije, pod njim je napis "OBMOČJE MEJNEGA PREHODA ZA MEDNARODNI (MEDDRŽAVNI) PROMET", naziv mejnega prehoda in v spodnjem delu pa napis "GIBANJE OMEJENO". 
Območje mejnega prehoda za obmejni promet se označi s tablo velikosti 60 x 40 cm. Tabla je bele barve s črnim robom širine 1 cm. V zgornjem levem delu je grb Republike Slovenije in v istem nivoju napis "MEJNI PREHOD ZA OBMEJNI PROMET", pod njim pa naziv mejnega prehoda. Poleg tega je po potrebi na dopolnilni tabli tudi urnik obratovanja.
Na mejnih prehodih, kjer je tovorni promet ločen od osebnega prometa, se obvestilna tabla postavi tudi pred mejno kontrolo na prometnih pasovih za tovorni promet.
Na mejnih prehodih za železniški promet se tabla postavi na vstopu pred železniško postajo, na železniškem peronu in na delu proge pred vstopom na območje mejnega prehoda.
Na mejnih prehodih za zračni promet se tabla postavi na vhodu pred prostorom za opravljanje mejne kontrole na javnem in nadzorovanem delu letališča.
Na mejnih prehodih za morski promet se tabla postavi na vstopu v fizično omejeni del pristanišča in na obali kjer pristajajo plovila najbližje vhodu v pristanišče, obrnjena proti morju.
Na območju mejnega prehoda in na mejni črti se lahko postavijo tudi druge opozorilne in obvestilne table ter oznake, ki opozarjajo in obveščajo potnike o zadevah, ki so pomembne za prehod državne meje ali ravnanje na območju Republike Slovenije in oznake določene z mednarodno pogodbo.

## Carinski mejni prehod
Carinski mejni prehodi so tisti mednarodni mejni prehodi, ki so določeni za namen vnašanja in iznašanja blaga preko državne meje. Promet blaga, za katerega je potrebna fitopatološka, veterinarska ali druga predpisana kontrola se prenaša preko tistih carinskih mejnih prehodov, ki so v skladu s posebnimi predpisi določeni za tak promet.

## Oprema
Za vodenje prometa in nadzor potnikov in blaga je mejni prehod opremeljen s posebno opremo in signalizacijo, ki je različna glede na status mejnega prehoda ter velikost in vsebino prometa. Sestavljajo jo: naprave za krmiljenje zapornic, svetlobnih dajalcev (semaforji, utripalci...), obvestilnih tabel, števci prometa s klasifikacijo, kontrola višine, tehtanje in kontrola mase (osna tehtnica, skupna masa), video nadzor, javna razsvetljava in druga posebna oprema, ki omogoča delo organom nadzora na meji.